# Inevitable (canção de Dulce María)
"Inevitable" é uma canção da cantora mexicana Dulce María, lançada em 11 de maio de 2010 a nível mundial como primeiro single de seu primeiro extended play Extranjera: Primera Parte (2010). A canção foi composta por Dulce María, sua intérprete, em parceria com Axel Dupeyron e Andrea Hernández. Axel Dupeyron, que também é conhecida por AXL, além de colaborar na composição também ficou responsável pela produção da canção.
Dulce María interpretou o single em várias ocasiões, como parte da promoção da primeira parte do disco Extranjera. Uma delas foi sua apresentação durante a edição de 2010 dos Premios Juventud, em 15 de julho daquele ano. A canção "Inevitable" foi nomeada nos Premios People en Español na categoria "Mejor cación del año", porém não venceu a nomeação. Ainda no mesmo ano, o vídeo musical da canção foi indicado na categoria "Mejor Video Artista Feminino" pelo Premios Quiero, mas também não venceu nesta indicação. Novamente é indicada como "Canción Latino del Año" no Orgullosamente Latino, não vencendo a categoria.
O single começou a ser divulgado a partir de abril de 2010, pela própria Dulce María em sua página oficial Youtube e também em sua conta no Twitter. Seu lançamento ocorreu em 11 de maio de 2010, porém no iTunes Store já estava disponível desde 10 de maio de 2010. A canção apresenta uma batida dance-pop fazendo dela uma música popular, sendo que se tornou um grande êxito desde seu lançamento, principalmente na América Latina, ficando no topo de várias paradas musicais. O videoclipe da canção foi lançado em 24 de maio de 2010, pela gravadora Universal Music e já tem mais de 29 milhões de visualizações no Vevo da cantora.

## Antecedentes e lançamento
Após o fim do RBD, um grupo do qual integrava, Dulce María decidiu restabelecer sua carreira solo por entrar no elenco da telenovela mexicana Verano de amor. Duas músicas — "El Verano" e "Dejáme Ser" — foram gravadas para a trilha sonora do folhetim, que teve início em fevereiro de 2009 e chegou ao fim em julho do mesmo ano, o que ocasionou maior dedicação da cantora ao preparo de seu primeiro projeto musical. Antes disso, a cantora havia colaborado com o italiano Tiziano Ferro e a compatriota Anahí em uma faixa do quarto álbum em espanhol de Ferro, "El Regalo Más Grande".
Em 10 de março de 2009, foi lançado Para olvidarte de mí como o último registro em estúdio do RBD. Ainda no mesmo ano, a artista foi convidada pelo cantor norte-americano Akon para uma uma regravação de "Beautiful" em uma versão latina para o single. No ano seguinte, assinou um contrato com a gravadora Universal Music.
 A partir de abril, "Inevitable" começou a ser divulgada pela própria artista em sua página oficial no Youtube. A faixa havia sido liberada ilegalmente antes mesmo de sua emissão, que ocorreu em 11 de maio de 2010 em formato digital.
"Inevitable" foi adicionada as duas partes do projeto Extranjera, sendo que em ambas se encontra como faixa de abertura. Em Portugal, foi divulgada uma versão exclusiva da canção, regravada junto ao cantor português Tiago Teixeira. Um extended play promocional foi dado como brinde durante o pré-lançamento de Extranjera: Primera Parte contendo a faixa e duas variantes da mesma, uma em gênero banda e outra remixada pelo espanhol Juan Magán, além da parceira da cantora com Akon. Em 2012, a Movistar presenteou o público presente em concertos específicos de Dulce María com um EP de cinco canções, entre elas a remixagem de "Inevitable", com Magán.

## Composição
"Inevitable" foi escrita pela intérprete em parceira com Axel Dupeyron e Andrea Hernández. Musicalmente, é influenciada pelo electropop e pelo dance-pop. De início, ela começa com elementos sonoros que dão a impressão de batimentos cardíacos. Suas letras falam de um amor proibido, porém inevitável: "É que não me apaixonar por você, é inevitável / Eu quero, mas não posso / Resistir a esse sentimento".
Além da colaboração na composição, Dupeyrón, creditada como A.X.L., ficou responsável pela produção e mesclagem da canção. Já Dulce María e Hernández, cujo primeiro nome foi creditado como Andreah, colaboraram em vocais de apoio na obra. A versão do álbum tem uma duração de três minutos e nove segundos. O portal POPLine notou que o álbum, em que "Inevitable" está inclusa, possui "toques eletrônicos [dos] anos oitenta que se misturam com pop atual."

## Vídeo musical
Foi gravado na Argentina e foi lançado no dia 24 de Maio de 2010 no canal oficial de Dulce no Youtube, em menos de um mês o vídeo teve mais de 3 milhões de acessos. Porém, somente em 24 de maio, ocorreu sua estreia no canal de música Ritmo son Latino e também na MTV, onde se converteu em um grande êxito. O ator e modelo argentino Gustavo Anselmi, que atua no vídeo como o motorista do carro, foi escolhido pela própria Dulce María, através de um teste feito pela mesma.
inevitable, quando  toca o telefone, ele atende ao telefonema que era o empresário de Dulce, dizendo que ela ia se atrasar. O motorista desliga o telefone e dorme.Depois podemos ver cenas do motorista com uma venda nos olhos, no banco de trás do carro e Dulce no banco do motorista se maquiando. Eles começam a conversar e de repente chega mais três "dulces" que entram dento do carro, o motorista fica surpreso com a movimentação e começa a gritar, daí vemos uma das "dulces" tapar a boca dele. Uma delas começa a dirigir e as quatro cantam ao refrão de inevitable.
Chegando ao seu destino, as "dulces" amarram ele em uma cadeira e tiram a venda de seus olhos. Elas começam a provoca-lo e umas das "dulces" aparece com sua banda e começa a cantar seduzindo o motorista. Enquanto uma dulce canta, as outras começam a dançar e a acariciar o motorista. No final do clipe mostra o motorista acordando e Dulce entrando no carro. Era apenas um sonho!

## Faixas e versões
| Download digital |                                   |                                              |               |         |  |
| N.º              | Título                            | Compositor(es)                               | Produtor(es)  | Duração |  |
| 1.               | "Inevitable"                      | Dulce María, Axel Dupeyron, Andrea Hernández | Axel Dupeyron | 3:08    |  |
| 2.               | "Inevitable (com Tiago Teixeira)" | Dulce María, Axel Dupeyron, Andrea Hernández | Axel Dupeyron | 3:08    |  |

## Créditos
Lista-se abaixo os profissionais envolvidos na elaboração de "Inevitable", de acordo com o encarte do álbum Extranjera:
Estúdios
- Gravado em A.X.L. Sound e Dynamyk Productions
- Mesclado em A.X.L. Sound

Equipe
- Composição: Dulce María, Axel Dupeyron, Andrea Hernández
- Produção e mesclagem: A.X.L.
- Gravação: A.X.L.
- Coros: Dulce María, Andreah Hernández
- Programação e arranjo: A.X.L.
- Direção e produção vocal: Carlos Murguía
- Guitarra elétrica: Alfredo Martínez
- Baixo: Chanona

## Desempenho nas paradas
| Lista (2010)                                      | Melhor posição        |
| ------------------------------------------------- | --------------------- |
| Colômbia - Colômbia Top 100                       | 1[carece de fontes?]  |
| República Dominicana - República Dominicana Top 5 | 1[carece de fontes?]  |
| Espanha - PROMUSICAE                              | 2[carece de fontes?]  |
| Peru - Top 20 Ranking                             | 2[carece de fontes?]  |
| México - México Top 5                             | 3                     |
| Uruguai - Uruguai Top 5                           | 3                     |
| Bolívia - Bolívia Tracks Top 40                   | 4                     |
| Paraguai - Paraguay Top 40                        | 4                     |
| Guatemala - Guatemala Top 40                      | 5                     |
| Equador - Equador-100                             | 5                     |
| Argentina - Top 100 Argentina                     | 7                     |
| Costa Rica - Costa Rica Top 30                    | 9[carece de fontes?]  |
| Panamá - Panamá Top 100 Ranking                   | 10                    |
| Nicarágua - Nicarágua Top 40                      | 13                    |
| Honduras - Honduras Singles Top 40                | 15                    |
| Brasil - Brasil Top 100                           | 20[carece de fontes?] |
| El Salvador - El Salvador Top 100                 | 20[carece de fontes?] |
| Estados Unidos - Billboard Latin Digital Songs    | 45                    |
| Chile - Chile Singles Top 100                     | 59[carece de fontes?] |

## Prêmios e indicações
"Inevitable" foi nomeada a três premiações. A primeira delas ao Premios People en Español na categoria "Mejor canción del año" ("Melhor canção do ano"), porém não venceu a nomeação. Ainda no mesmo ano, seu vídeo musical foi indicado na categoria "Mejor Video - Artista Feminino" ("Melhor Vídeo - Artista Feminino") pelo Premios Quiero, mas também não venceu nesta indicação. No Orgullosamente Latino foi indicada como "Canción Latina del Año" ("Canção Latina do Ano"), mas acabou perdendo a nomeação.[carece de fontes?]
| Ano  | Prêmio                    | Categoria                      | Resultado |
| ---- | ------------------------- | ------------------------------ | --------- |
| 2010 | Premios People en Español | "Mejor canción del año"        | Indicado  |
| 2010 | Premios Quiero            | "Mejor Video Artista Feminino" | Indicado  |
| 2010 | Orgullosamente Latino     | "Cancion latina del año"       | Indicado  |